# Erichia
Erichia är ett släkte av skalbaggar. Erichia ingår i familjen lerstrandbaggar.
Kladogram enligt Catalogue of Life:
| Erichia | \| \| Erichia amanosius \| \| \| \| \| \| Erichia longicornis \| \| \| \| |
|         | \| \| Erichia amanosius \| \| \| \| \| \| Erichia longicornis \| \| \| \| |
|         | Erichia amanosius                                                         |
|         |                                                                           |
|         | Erichia longicornis                                                       |
|         |                                                                           |